# Zygmunt Zdrojewicz
Zygmunt Zdrojewicz (ur. 1946 we Wrocławiu) – polski lekarz endokrynolog, seksuolog i internista żydowskiego pochodzenia.

## Życiorys
Urodził się we Wrocławiu w rodzinie żydowskiej. Jest profesorem zwyczajnym Kliniki Endokrynologii, Diabetologii i Leczenia Izotopami Akademii Medycznej we Wrocławiu oraz od 1 października 2005 kierownikiem Zakładu Edukacji Zdrowotnej Instytutu Pedagogiki Uniwersytetu Wrocławskiego. Jest także Konsultantem Wojewódzkim w Dziedzinie Seksuologii dla Województwa Dolnośląskiego oraz członkiem Zarządu Głównego Polskiego Towarzystwa Terapeutycznego. Od 1994 pełni funkcję przewodniczącego Koła Lekarzy Żydowskich przy Zarządzie Głównym Towarzystwa Społeczno-Kulturalnego Żydów w Polsce. Członek Rad Naukowych w czasopismach: Przegląd Terapeutyczny, Seksuologia Polska, Polska Medycyna Rodzinna i Problemy Terapii Monitorowanej. Biegły sądowy z zakresu chorób wewnętrznych, endokrynologii i seksuologii.
25 kwietnia 1994 na Wydziale Lekarskim z Oddziałem Stomatologicznym Akademii Medycznej w Białymstoku uzyskał stopień doktora habilitowanego nauk medycznych w zakresie medycyny za rozprawę Ocena aktywności enzymu konwertującego angiotensynę I /ACE/ u osób zdrowych i kobiet z dysfunkcją tarczycy. 18 października 2002 uzyskał tytuł profesora.

## Publikacje
Zygmunt Zdrojewicz jest autorem i współautorem około 300 pozycji naukowych, w tym trzech książek oraz pięciu rozdziałów książkowych, m.in.:
- 2009: Tajemniczy świat kobiecego orgazmu
- 2005: Miłość, hormony i seks
- 2002: Leksykon seksuologiczny (wraz ze Zbigniewem Lwem-Starowiczem i Stanisławem Dulko)

## Odznaczenia
- Krzyż Kawalerski Orderu Odrodzenia Polski[2][3]
- Złoty Krzyż Zasługi
- Medal Komisji Edukacji Narodowej
- Złota Honorowa Odznaka Uczelni
- Odznaka honorowa „Za wzorową pracę w służbie zdrowia”
- Odznaka „Zasłużony dla miasta Wrocławia i województwa wrocławskiego”
- Odznaka „Zasłużony dla województwa wałbrzyskiego”
- Odznaka „Zasłużony dla województwa legnickiego”